# Сулицьке
Сулицьке — місцевість у Нікополі. Крайня західна частина міста.
Розташована західніше Лапинки.
Положене над річкою Дніпро.
Поштовий індекс: 53220.
У північно-центральній частині Сулицького розташовано житловий масив радянської багатоповерхової забудови — 3-я дільниця мікрорайону Металург.
У колишньому селі розташована архітектурна пам'ятка національного значення — Храм Різдва Пресвятої Богородиці, зведений у 1812—1820 роках.

## Вулиці Сулицького
Вулиці: 9 Січня, Азовська, Астраханська, Бакинська, Вернадського, Воїнів Афганців, Гоголя, Добролюбова, Єнісейська, Західна, Княгині Ольги, Коломенська, Кольцова, Красуцького, Криворізька, Кронштадтська, Лапинська (частина, кінець вулиці), Ломоносова, Матюка, Микитина, Мостова, Пирогова, Поліни Осипенко, Павлоградська, Павлодарська, Прибережна, Промислова, Псковська, Путилівська, Різдвяна, Скіфська, Слави, Слов'янська, Смоленська, Сулицька, Сумська, Троїцького повстання, Тютчева, Успенського, Учительська, Херсонська (частина, кінець вулиці), Хилинського, Костянтина Хохлова
Провулки: Верхній, Нижній, Річковий, Смоленський, Спартаківський, Упорний

## Постаті
- Завидна Агафія Родіонівна (1890—1935) — українська борчиня і важкоатлетка, артистка цирку. Учениця Івана Піддубного.